# 6182 Кейтіґорд
6182 Кейтіґорд (6182 Katygord) — астероїд головного поясу, відкритий 21 вересня 1987 року.
Тіссеранів параметр щодо Юпітера — 3,585.